# Gomphidius viscidus
Gomphidius viscidus är en svampart som först beskrevs av L., och fick sitt nu gällande namn av Elias Fries 1838. Gomphidius viscidus ingår i släktet Gomphidius och familjen Gomphidiaceae.   Inga underarter finns listade i Catalogue of Life.

## Bildgalleri

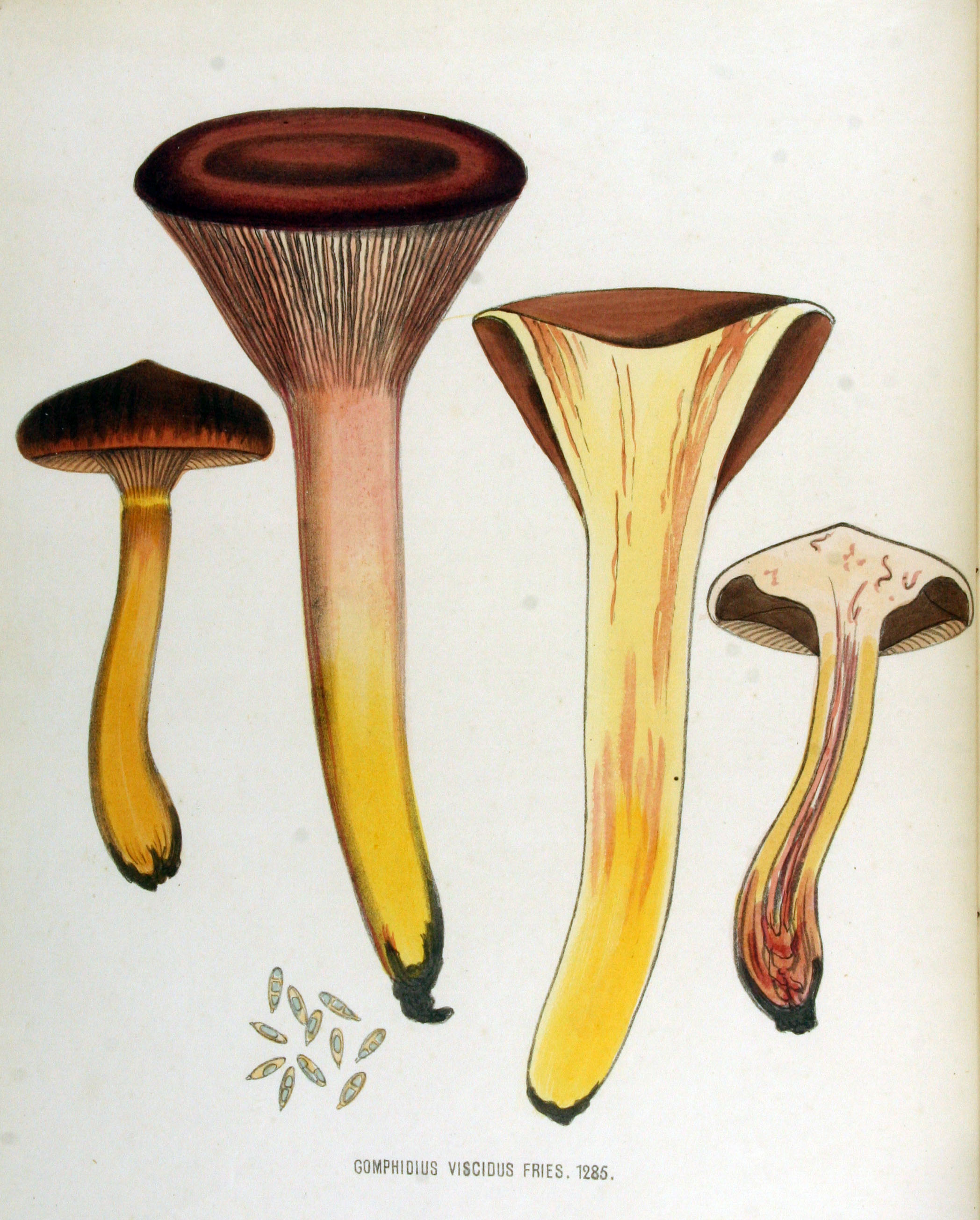